# Cordibracon setorae
Cordibracon setorae är en stekelart som beskrevs av Van Achterberg 1989. Cordibracon setorae ingår i släktet Cordibracon och familjen bracksteklar. Inga underarter finns listade i Catalogue of Life.